# Ізольований мозок
Ізольований мозок — повністю відділений від організму мозок (або голова), який зберігає свою працездатність і життєдіяльність. Футуристична концепція трансплантації мозку передбачає принаймні тимчасове відділення мозку від живого організму, крім цього узагальнена концепція трансгуманізму має на увазі відділення розуму від біологічного тіла. Ізольований мозок також є експериментальною моделлю для вивчення питань фізіології, анатомії та біохімії.

## Досліди з ізоляції мозку
В 20-і роки XX століття успішний дослід з ізоляції мозку провів радянський вчений С. С. Брюхоненко. Він розробив автожектор, перший у світі апарат штучного кровообігу, експлуатація якого і дозволила провести, зокрема, дослід з відділення голови собаки, показано у науково-популярному фільмі «Експерименти з оживлення організму». Брюхоненко вдалося підтримувати життєдіяльність повністю відокремленої від організму голови собаки протягом 90 хвилин, однак дослід проводився за зниженої температури.
Дослід з ізоляції мозку кішки проводив у тридцяті роки XX століття бельгійський нейрохіруг Фридріх Бремер. Він розробив методику поступового відділення голови від тіла, а також методику спостереження за відокремленим мозком на електроенцефалограмі.
У сімдесяті роки американський нейрохірург Роберт Вайт провів серію успішних дослідів з ізоляції мозку мавп. Деякі голови мавп прожили на штучному життєзабезпеченні до декількох днів, проте досліди Вайта проходили за низької температури, близької до гіпотермії, а спостереження за життєдіяльністю мозку проводилося тільки за показами енцефалограми.

## Ізольований мозок у фантастиці
Одним з перших художніх творів, які використовували ідею ізольованого мозку, було фантастичне оповідання Карла Грунерта "Mr. Vivacius Style ", вперше опубліковане між 1903 і 1914 роками.
1925 року у вигляді оповідання, а потім 1937 року у вигляді роману було опубліковано твір відомого російського письменника-фантаста Олександра Бєляєва «Голова професора Доуеля», який набув широкої популярності. За цим романом в СРСР 1984 року було знято фільм «Заповіт професора Доуеля». Коли роман «Голова професора Доуеля» було опубліковано, багато хто вважав, що Бєляєва надихнули результати дослідів С. С. Брюхоненка, які стали відомі незадовго до першої публікації твору, проте сам Бєляєв спростував це припущення, пояснивши, що роман був закінчений задовго до того, як Брюхоненко провів свій дослід з ізолювання мозку собаки.
У фантастичному романі Сергія Снєгова «Люди як боги» один з героїв — ізольований мозок високоразумного інопланетянина, який використовується як суперкомп'ютер для керування військовою космічною станцією, що викривляє світову метрику.
В сучасному сатиричному мультсеріалі Метта Ґрейнінґа «Футурама» багато хто з героїв минулого, переживши тілесну смерть, залишаються в суспільстві у формі відокремлених від тіла голів, які вміщені у банки з фізіологічним розчином. Герої, таким чином, продовжують вести активне розумове і суспільне життя.
В оповіданні Генрі Каттнера «Маскування» описується транспланто-мозок, поміщений у захисний сталевий циліндр. За сюжетом оповідання транспланто, що керує міжпланетним космічним кораблем, успішно протистоїть групі злочинців, серед яких є людина, що була другом транспланто до операції з ізолювання.
В аніме серіалі «Ґуррен Лаґанн» голова поваленого раніше лорда Генома використовується як бортовий суперкомп'ютер, однак при цьому сам лорд Геном практично втратив свою особистість, але не спогади.
«Можливі світи» — канадський фільм 2000 року про викрадення мозку.
У серіалі «Дивні дива» показано відсилання до вилучення мозку головної героїні Одинадцять.